# 天书封祀
天书封祀，又称东封西祀，中国北宋宋真宗以神降天书為由，而举行封禪等重大典礼。

## 簡介
宋太宗為收復石敬瑭所獻的燕雲十六州，討伐遼國契丹人，全軍覆沒，僅以身免，更受箭傷，後傷口重傷，傷勢復發導致其死亡。宋人引以為羞。
宋太宗死後，真宗即位。咸平六年（1003年），蕭太后與遼聖宗親率大軍攻擊宋國，直撲澶淵（今河南濮陽），威脅首都汴梁（今河南開封），宋真宗不知如何是好，王欽若主張遷都昇州金陵（今江蘇南京），陳堯叟主張遷益州錦官（今四川成都）。因同平章事寇準、畢士安鼓舞下御駕親征，最後達成停戰協議，即澶渊之盟，宋朝與遼國約為兄弟之邦，宋為南朝，遼为北朝，宋朝每年給遼歲幣白银十万两、絲絹二十万匹。
澶渊之盟后，宋真宗很敬重寇准，自己也为能保全社稷而自重。一次枢密王钦若对真宗讲，城下之盟古人耻之，而澶渊战役时真宗以万乘之主而订立城下之盟，耻辱更大。真宗听后闷闷不乐，常想重振士气，以雪前耻。王钦若建议，以封禅为“大功业”，掩盖澶渊之辱，镇服四海，惟封禅须有天啟之祥瑞，而祥瑞仓促难得，于是君臣合谋伪造天书以为祥瑞。
景德五年（1008年）正月，宋真宗自称梦见天神，说将要降天书《大中祥符》三篇。之后和宰执王旦、王钦若等在承天门举行受天书仪式，命内侍升屋，取下预置“天书”，改年号为大中祥符。随即東巡封禅泰山、幸曲阜祭孔；西至汾陰登壇祀后土、拜謁太清宮。臣下争相虚报祥瑞，奉献赞颂，来粉饰太平。又建立道场、造宫观，迎聖祖，祠老君，虚耗大量国家财用民力物力。
王旦認為真宗搞天書封祀迷信花了太多錢，自己沒有勸阻成功，死前，王旦跟子弟們說，死後要剃髮穿袈裟，打扮成和尚來贖罪，後來楊億勸阻王家，才沒有讓王旦「死後出家」。